# Герценштейн, Михаил Евгеньевич
Михаил Евгеньевич Герценштейн (20 декабря 1926, Ленинград — 2010) — советский и российский физик.
В 1944 году ушёл в армию.
Демобилизовавшись в 1946 г., поступил на физический факультет МГУ окончил в 1951 году. В 1952—1954 годах преподавал физику в школе. Кандидат физико-математических наук (1956), доктор физико-математических наук (1966), профессор (1992).
С 1981 года — старший и затем ведущий научный сотрудник НИИ ядерной физики МГУ.
В 1950-е годы занимался преимущественно физикой плазмы.
Затем работал в области радиофизики, одновременно занимаясь проблемами общей теории относительности. В 1962 году предложил (вместе с В. И. Пустовойтом) использовать интерферометр Майкельсона для непосредственного обнаружения гравитационных волн. Эта физическая идея положена в основу проектов в США (LIGO), Японии (TAMA 300), Франции, Италии (VIRGO), Германии и Великобритании (GEO 600).
В 2017 году за открытие гравитационных волн на установке LIGO по схеме предложенной Герценштейном и Пустовойтом, была присуждена Нобелевская премия Райнеру Вайссу, Кипу Торну и Барри Бэришу.